# Billerbeck
Billerbeck é uma cidade da Alemanha, localizado no distrito de  Coesfeld, região administrativa de Münster, estado da Renânia do Norte-Vestfália.